# Joaquín Filba
Joaquim Filba Pascual o Filbà (Sant Antoni de Vilamajor, 1 de enero de 1923 - Sant Antoni de Vilamajor, 15 de agosto de 2012) fue un ciclista español que fue profesional entre 1945 y 1955. Su victoria más importante fue la Vuelta a Levante de 1949.

## Palmarés
- 1948
  - 1º en el Circuito Ribera Jalon
- 1949
  - 1º en la Vuelta a Levante
  - 1º en el Campeonato de Barcelona
  - Vencedor del Gran Premio de la Montaña de la Volta a Cataluña
- 1950
  - Vencedor de dos etapas en el Gran Premio de Cataluña

### Resultados a la Vuelta a España
- 1947. Abandona
- 1955. 45.º de la clasificación general